# Limnephilus turanus
Limnephilus turanus là một loài Trichoptera trong họ Limnephilidae. Chúng phân bố ở miền Cổ bắc.